# Silene pseudonurensis
Silene pseudonurensis är en nejlikväxtart som beskrevs av Melzh. Silene pseudonurensis ingår i släktet glimmar, och familjen nejlikväxter. Inga underarter finns listade i Catalogue of Life.